# İstanbul Büyükşehir Belediyesi Spor Kulübü 2016-2017 (pallavolo maschile)
Questa voce raccoglie le informazioni riguardanti l'İstanbul Büyükşehir Belediyesi Spor Kulübü nelle competizioni ufficiali della stagione 2016-2017.

## Organigramma societario
Area direttiva
- Presidente: Bahattin Ulusan

Area tecnica
- Allenatore: Hakan Özkan
- Allenatore in seconda: Hasan Körfez
- Assistente allenatore: Vefa Şimşek
- Scoutman: Mert Karatop

## Rosa
| N° | Nome              | Ruolo | Data di nascita   | Nazionalità sportiva |
| -- | ----------------- | ----- | ----------------- | -------------------- |
| 1  | Erdem Sonat       | L     | 18 maggio 1983    | Turchia              |
| 2  | Caner Pekşen      | P     | 9 giugno 1987     | Turchia              |
| 3  | Özgür Yener       | P     | 12 settembre 1994 | Turchia              |
| 4  | Antonin Rouzier   | O     | 18 agosto 1986    | Francia              |
| 7  | Berkan Eryüz      | C     | 26 febbraio 1993  | Turchia              |
| 8  | Sjarhej Antanovič | S     | 21 aprile 1986    | Bielorussia          |
| 9  | Özkan Hayırlı     | C     | 27 maggio 1984    | Turchia              |
| 10 | Arslan Ekşi       | P     | 17 luglio 1985    | Turchia              |
| 11 | William Price     | O     | 7 ottobre 1989    | Stati Uniti          |
| 12 | Tomislav Čošković | S     | 22 aprile 1979    | Turchia              |
| 14 | Nicolas Le Goff   | C     | 15 febbraio 1992  | Francia              |
| 15 | Marko Matić       | C     | 22 maggio 1995    | Turchia              |
| 16 | Nicolas Maréchal  | S     | 4 marzo 1987      | Francia              |
| 18 | Kadir Cin         | S     | 7 maggio 1987     | Turchia              |
| 19 | Emre Şenol        | O     | 1º gennaio 1993   | Turchia              |
| 20 | Burak Mert        | L     | 23 ottobre 1990   | Turchia              |

## Statistiche

### Statistiche di squadra
| Competizione     | Punti | In casa | In casa | In casa | In trasferta | In trasferta | In trasferta | Totale | Totale | Totale |
| Competizione     | Punti | G       | V       | P       | G            | V            | P            | G      | V      | P      |
| ---------------- | ----- | ------- | ------- | ------- | ------------ | ------------ | ------------ | ------ | ------ | ------ |
| Efeler Ligi      | 32,29 | 14      | 6       | 8       | 15           | 6            | 9            | 29     | 12     | 17     |
| Coppa di Turchia | -     | 0       | 0       | 0       | 0            | 0            | 0            | 2      | 1      | 1      |
| Champions League | 7     | 4       | 3       | 1       | 4            | 0            | 4            | 8      | 3      | 5      |
| Totale           | -     | 18      | 9       | 7       | 19           | 6            | 13           | 39     | 16     | 23     |

G = partite giocate; V = partite vinte; P = partite perse

### Statistiche dei giocatori
| Giocatore    | Efeler Ligi | Efeler Ligi | Efeler Ligi | Efeler Ligi | Efeler Ligi | Coppa di Turchia | Coppa di Turchia | Coppa di Turchia | Coppa di Turchia | Coppa di Turchia | Champions League | Champions League | Champions League | Champions League | Champions League | Totale | Totale | Totale | Totale | Totale |
| Giocatore    | P           | PT          | AV          | MV          | BV          | P                | PT               | AV               | MV               | BV               | P                | PT               | AV               | MV               | BV               | P      | PT     | AV     | MV     | BV     |
| ------------ | ----------- | ----------- | ----------- | ----------- | ----------- | ---------------- | ---------------- | ---------------- | ---------------- | ---------------- | ---------------- | ---------------- | ---------------- | ---------------- | ---------------- | ------ | ------ | ------ | ------ | ------ |
| S. Antanovič | 16          | 103         | 94          | 5           | 4           | 0                | 0                | 0                | 0                | 0                | 5                | 18               | 17               | 1                | 0                | 21     | 121    | 111    | 6      | 4      |
| K. Cin       | 25          | 215         | 178         | 20          | 17          | 2                | 17               | 14               | 1                | 2                | 7                | 43               | 35               | 6                | 2                | 34     | 275    | 227    | 27     | 21     |
| T. Čošković  | 22          | 197         | 163         | 13          | 21          | 1                | 7                | 6                | 1                | 0                | 7                | 51               | 47               | 2                | 2                | 30     | 255    | 216    | 16     | 23     |
| A. Ekşi      | 16          | 50          | 28          | 11          | 11          | 2                | 5                | 4                | 0                | 1                | 5                | 16               | 8                | 3                | 5                | 23     | 71     | 40     | 14     | 17     |
| B. Eryüz     | 8           | 6           | 3           | 2           | 1           | 0                | 0                | 0                | 0                | 0                | 0                | 0                | 0                | 0                | 0                | 8      | 6      | 3      | 2      | 1      |
| Ö. Hayırlı   | 27          | 164         | 103         | 50          | 11          | 2                | 12               | 7                | 4                | 1                | 7                | 61               | 37               | 18               | 6                | 36     | 237    | 147    | 72     | 18     |
| N. Le Goff   | 19          | 129         | 85          | 34          | 10          | 1                | 4                | 3                | 1                | 0                | 6                | 21               | 8                | 9                | 4                | 26     | 154    | 96     | 44     | 14     |
| N. Maréchal  | 20          | 151         | 126         | 7           | 18          | 2                | 18               | 14               | 2                | 2                | 6                | 56               | 44               | 3                | 9                | 28     | 225    | 184    | 12     | 29     |
| M. Matić     | 26          | 205         | 152         | 38          | 15          | 2                | 23               | 16               | 6                | 1                | 7                | 65               | 43               | 20               | 2                | 35     | 293    | 211    | 64     | 18     |
| B. Mert      | 27          | 0           | 0           | 0           | 0           | 2                | 0                | 0                | 0                | 0                | 7                | 0                | 0                | 0                | 0                | 36     | 0      | 0      | 0      | 0      |
| C. Pekşen    | 28          | 36          | 13          | 17          | 6           | 1                | 0                | 0                | 0                | 0                | 5                | 5                | 3                | 0                | 2                | 34     | 41     | 16     | 17     | 8      |
| W. Price     | 24          | 171         | 160         | 11          | 0           | 2                | 1                | 1                | 0                | 0                | 4                | 27               | 26               | 0                | 1                | 30     | 199    | 187    | 11     | 1      |
| A. Rouzier   | 25          | 377         | 333         | 22          | 22          | 2                | 38               | 33               | 2                | 3                | 7                | 142              | 127              | 6                | 9                | 34     | 557    | 493    | 30     | 34     |
| E. Şenol     | 6           | 2           | 2           | 0           | 0           | 0                | 0                | 0                | 0                | 0                | 1                | 0                | 0                | 0                | 0                | 7      | 2      | 2      | 0      | 0      |
| E. Sonat     | 17          | 0           | 0           | 0           | 0           | 1                | 0                | 0                | 0                | 0                | 3                | 0                | 0                | 0                | 0                | 21     | 0      | 0      | 0      | 0      |
| Ö. Yener     | 1           | 0           | 0           | 0           | 0           | 0                | 0                | 0                | 0                | 0                | 0                | 0                | 0                | 0                | 0                | 1      | 0      | 0      | 0      | 0      |

P = presenze; PT = punti totali; AV = attacchi vincenti; MV = muri vincenti; BV = battute vincenti